# Choeroniscus
Choeroniscus és un gènere de ratpenats de la família dels fil·lostòmids, que viu a Centreamèrica i la meitat nord de Sud-amèrica

## Taxonomia
- Ratpenat nassut de Godman (Choeroniscus godmani)
- Ratpenat nassut de Trinitat (Choeroniscus intermedius)
- Ratpenat nassut inca (Choeroniscus minor)
- Ratpenat nassut de Colòmbia (Choeroniscus periosus)